# Dipartimento di Ouangolodougou
Il dipartimento di Ouangolodougou è un dipartimento della Costa d'Avorio situato nella regione di Tchologo, distretto di Savanes.
La popolazione censita nel 2014 era pari a 236.766 abitanti.
Il dipartimento è suddiviso nelle sottoprefetture di Diawala, Kaouara, Niellé, Ouangolodougou e Toumoukoro.